# Nekrolog 4. Quartal 1982
Nekrolog
◄◄
| ◄
| 1978
| 1979
| 1980
| 1981
| 1982 | 1983 | 1984 | 1985 | 1986 | ► | ►►
1. Quartal |
2. Quartal |
3. Quartal |
4. Quartal 1982
Weitere Ereignisse | Allgemeiner Nekrolog 1982
Die Beschreibung der verstorbenen Person sollte so kurz wie möglich gehalten sein und nur deren signifikante Tätigkeit(en) enthalten.
Neue Namen ggf. auch unter dem Geburts- und Sterbedatum, also etwa unter 1. Januar und im Geburts- und Sterbejahr (2024) eintragen (nur bei entsprechender großer Wichtigkeit). Für Beispiele siehe die schon vorhandenen Artikel.
Außerdem über die fünf zuletzt Verstorbenen, zu denen es einen ausreichend guten Artikel für eine Präsentation auf der Hauptseite gibt, nach der todesbedingten Überarbeitung der Artikel ggf. auch unter Wikipedia Diskussion:Hauptseite informieren und sie am besten auch in den anderen Wikipedia-Sprachversionen eintragen. Tipp: Regelmäßig bei news.google.de nach „ist tot“, „gestorben“ oder „verstorben“ suchen.
Wenn eine Person gestorben ist, gibt es viele Seiten zu dieser Person in der Wikipedia, die davon auch betroffen sind und entsprechend aktualisiert werden müssen. Beispiele: Namenübersichtsseite, Geburtsjahr, Geburtsort-Seiten und viele mehr.
Wie finde ich die betroffenen Seiten?
Im Suchfeld auf der linken Seite gibt man den Suchbegriff so ein: „Vorname Nachname“. Dann klickt man auf Volltext und alle Seiten mit entsprechendem Suchtext werden aufgerufen. Hier sieht man dann schnell, wo auch das Todesjahr Sinn macht oder sogar ein Teil des Artikels angepasst werden muss. Auch hilft das „Werkzeug“ auf der linken Seite sehr gut, um solche Seiten aufzufinden: „Links auf diese Seite“. Somit ist die Wikipedia wieder aktuell in allen Bereichen! Hinweis: bei Eintragung der Kategorie „Gestorben JAHR“ wird der Missbrauchsfilter 49 ausgelöst, was jedoch nicht schlimm ist. Siehe: Spezial:Missbrauchsfilter/49
Dies ist eine Liste von im vierten Quartal 1982 verstorbenen bekannten Persönlichkeiten. Die Einträge erfolgen innerhalb der einzelnen Daten alphabetisch sortiert. Tiere sind im Nekrolog für Tiere zu finden.

## Oktober
| Tag         | Name                                                        | Beruf, bekannt als                                                                                              | Alter | Beleg |
| ----------- | ----------------------------------------------------------- | --- | ----- | ----- |
| 1. Oktober  | Otto Abt                                                    | Schweizer Maler                                                                                                 | 79    |       |
| 1. Oktober  | Friedrich Bachmann                                          | deutscher Mathematiker                                                                                          | 73    |       |
| 1. Oktober  | Georges Dardel                                              | französischer Politiker                                                                                         | 63    |       |
| 1. Oktober  | Konstantin Delcroix                                         | deutscher Schauspieler und Regisseur                                                                            | 88    |       |
| 2. Oktober  | Alice Baber                                                 | US-amerikanische Malerin                                                                                        | 54    |       |
| 2. Oktober  | Urbanus Bomm                                                | deutscher Benediktiner und Choralwissenschaftler                                                                | 81    |       |
| 2. Oktober  | Hans Kaiser                                                 | deutscher Künstler                                                                                              | 68    |       |
| 2. Oktober  | Bobby Lynch                                                 | irischer Musiker, Mitglied der Folk-Band "The Dubliners" (1964–1965)                                            | 47    |       |
| 2. Oktober  | Lauri Valonen                                               | finnischer Skispringer und Nordischer Kombinierer                                                               | 73    |       |
| 3. Oktober  | Wilhelm Baumann                                             | deutscher Lehrer und Senator (Bayern)                                                                           | 87    |       |
| 3. Oktober  | Roger Claessen                                              | belgischer Fußballspieler                                                                                       | 41    |       |
| 3. Oktober  | Rafael Cortijo                                              | puerto-ricanischer Musiker                                                                                      | 53    |       |
| 3. Oktober  | Maudie Dunham                                               | britische Schauspielerin                                                                                        |       |       |
| 3. Oktober  | Hans Ferner                                                 | deutscher Politiker (SPD), MdL                                                                                  | 53    |       |
| 3. Oktober  | Johann Gunert                                               | österreichischer Lyriker und Essayist                                                                           | 79    |       |
| 3. Oktober  | Vivien Merchant                                             | britische Schauspielerin                                                                                        | 53    |       |
| 3. Oktober  | Noel Sickles                                                | US-amerikanischer Comiczeichner und -autor                                                                      | 72    |       |
| 3. Oktober  | Eleanor Zaimis                                              | griechisch-britische Pharmakologin                                                                              | 67    |       |
| 4. Oktober  | Ahmad Hasan al-Bakr                                         | irakischer Staatspräsident                                                                                      | 68    |       |
| 4. Oktober  | Lew Solomonowitsch Aronin                                   | sowjetischer Schachmeister                                                                                      | 62    |       |
| 4. Oktober  | Michael Aures                                               | deutscher Musikpädagoge, Zithervirtuose und Komponist                                                           | 93    |       |
| 4. Oktober  | Hermann Brix                                                | österreichischer Schauspieler, Theater- und Hörspielautor                                                       | 74    |       |
| 4. Oktober  | Criswell                                                    | US-amerikanischer Unterhaltungskünstler                                                                         | 75    |       |
| 4. Oktober  | Glenn Gould                                                 | kanadischer Pianist, Komponist und Musikautor                                                                   | 50    |       |
| 4. Oktober  | Leroy Grumman                                               | US-amerikanischer Konstrukteur und Flugzeugbauer                                                                | 87    |       |
| 4. Oktober  | Václav Kaplický                                             | tschechischer Prosaist, Verleger und epischer Dichter                                                           | 87    |       |
| 4. Oktober  | Stephanos Stephanopoulos                                    | griechischer Politiker und Ministerpräsident                                                                    |       |       |
| 5. Oktober  | Eugen Allwein                                               | deutscher Höhenbergsteiger                                                                                      | 82    |       |
| 5. Oktober  | Fritz Ebenböck                                              | deutscher Politiker (NSDAP)                                                                                     | 81    |       |
| 5. Oktober  | George Eldon Ladd                                           | US-amerikanischer evangelikaler Theologe                                                                        | 71    |       |
| 5. Oktober  | François Simon                                              | Schweizer Schauspieler                                                                                          | 65    |       |
| 5. Oktober  | Klaus Willerding                                            | deutscher Diplomat und Politiker (SED)                                                                          | 58    |       |
| 6. Oktober  | Arne Furumark                                               | schwedischer Klassischer Archäologe                                                                             | 79    |       |
| 6. Oktober  | Philip Green                                                | britischer Pianist, Komponist und Filmkomponist                                                                 | 71    |       |
| 7. Oktober  | Otto Blaschke                                               | sudetendeutscher KZ-Arzt und SS-Obersturmführer                                                                 | 74    |       |
| 7. Oktober  | Erwin Müller                                                | deutscher Politiker (FDP), MdL                                                                                  | 83    |       |
| 8. Oktober  | Louis Capozzoli                                             | US-amerikanischer Jurist und Politiker                                                                          | 81    |       |
| 8. Oktober  | Kurt Ditzen                                                 | deutscher Jurist und Zeitungsverleger                                                                           | 90    |       |
| 8. Oktober  | Heinz-Hermann Hillebrandt                                   | deutscher Politiker (SPD), MdL                                                                                  | 59    |       |
| 8. Oktober  | Philip Noel-Baker                                           | britischer Leichtathlet, Politiker, Mitglied des House of Commons und Friedensnobelpreisträger                  | 92    |       |
| 8. Oktober  | Giorgio Ursi                                                | italienischer Bahnradsportler                                                                                   | 40    |       |
| 8. Oktober  | Cora Wilding                                                | neuseeländische Malerin, Physiotherapeutin, Organisatorin von Gesundheitscamps und Initiatorin sowie Gründer... | 93    |       |
| 8. Oktober  | Alfred Zoll                                                 | deutscher Zoodirektor, Journalist und Autor                                                                     | 77    |       |
| 09. Oktober | Amos Deacon                                                 | US-amerikanischer Hockeyspieler                                                                                 | 78    |       |
| 9. Oktober  | Wilhelm Eigener                                             | deutscher Tierillustrator und Grafiker                                                                          | 78    |       |
| 9. Oktober  | Anna Freud                                                  | österreichisch-englische Psychoanalytikerin; Begründerin der Kinderanalyse                                      | 86    |       |
| 9. Oktober  | Wilhelm Kempf                                               | deutscher Geistlicher, Bischof von Limburg                                                                      | 76    |       |
| 9. Oktober  | Fernando Lamas                                              | argentinischer Schauspieler und Filmproduzent                                                                   | 66    |       |
| 9. Oktober  | Hermann Moeck                                               | deutscher Verleger                                                                                              | 86    |       |
| 9. Oktober  | Herbert Meinhard Mühlpfordt                                 | deutscher Internist, Kunsthistoriker, Heimatforscher und Schriftsteller                                         | 89    |       |
| 9. Oktober  | Peter Noll                                                  | Schweizer Jurist                                                                                                | 56    |       |
| 10. Oktober | Nikolai Albertowitsch Fuchs                                 | russischer Physikochemiker und Hochschullehrer                                                                  | 87    |       |
| 10. Oktober | Nelson Gray                                                 | US-amerikanischer Leichtathlet                                                                                  | 71    |       |
| 10. Oktober | J. Hunter Holly                                             | amerikanische Science-Fiction-Autorin                                                                           | 50    |       |
| 10. Oktober | Otto Lehovec                                                | deutscher Schuldirektor sowie Autor                                                                             | 65    |       |
| 10. Oktober | Sabine Peters                                               | deutsche Bühnen- und Filmschauspielerin                                                                         | 69    |       |
| 10. Oktober | Esme Simiriotou                                             | griechische Tennisspielerin                                                                                     |       |       |
| 11. Oktober | Elías Castelnuovo                                           | argentinischer Journalist und Schriftsteller                                                                    | 89    |       |
| 11. Oktober | Craig Hosmer                                                | US-amerikanischer Politiker                                                                                     | 67    |       |
| 11. Oktober | Edward Olson Hulburt                                        | US-amerikanischer Geophysiker                                                                                   | 91    |       |
| 11. Oktober | Lili Körber                                                 | österreichische Schriftstellerin jüdischer Konfession                                                           | 85    |       |
| 11. Oktober | Kurt Lingnau                                                | deutscher Fußballspieler                                                                                        | 61    |       |
| 11. Oktober | Vera Mahlke                                                 | deutsche Tänzerin, Choreografin, Ballettmeisterin und Tanzpädagogin                                             | 69    |       |
| 11. Oktober | Jaroslav Netušil                                            | tschechoslowakischer Automobilrennfahrer                                                                        | 70    |       |
| 11. Oktober | Josep Renau                                                 | spanischer Maler, Grafiker und Photomontagekünstler                                                             | 75    |       |
| 11. Oktober | Karl Sonntag                                                | deutscher Politiker (SPD), Bürgermeister und MdL Bayern                                                         | 67    |       |
| 11. Oktober | Albert Thate                                                | deutscher Kirchenmusiker, Komponist und Dozent                                                                  | 79    |       |
| 12. Oktober | Alfred Böhm                                                 | deutscher Generalmajor im Ministerium für Staatssicherheit (MfS)                                                | 69    |       |
| 12. Oktober | John Brahm                                                  | deutscher Regisseur und Schauspieler                                                                            | 89    |       |
| 12. Oktober | Martin Fuchs                                                | deutscher Politiker                                                                                             | 79    |       |
| 12. Oktober | Sven Johansson                                              | schwedischer Radrennfahrer                                                                                      | 68    |       |
| 12. Oktober | Solon T. Kimball                                            | US-amerikanischer Anthropologe und Hochschullehrer                                                              | 73    |       |
| 12. Oktober | Howard Sackler                                              | US-amerikanischer Dramatiker und Drehbuchautor                                                                  | 52    |       |
| 12. Oktober | Günther Senftleben                                          | deutscher Kameramann                                                                                            | 57    |       |
| 12. Oktober | Gerold Ungeheuer                                            | deutscher Kommunikationswissenschaftler                                                                         | 52    |       |
| 13. Oktober | Alois Bergmann                                              | deutscher Heimatforscher und Gymnasiallehrer                                                                    | 79    |       |
| 13. Oktober | Tudor Ciortea                                               | rumänischer Komponist                                                                                           | 78    |       |
| 13. Oktober | Oskar Matulla                                               | österreichischer Grafiker, Maler und Schriftsteller                                                             | 81    |       |
| 13. Oktober | Heinrich Steiner                                            | deutscher Pianist und Dirigent                                                                                  | 78    |       |
| 14. Oktober | Adolf Dembach                                               | deutscher Politiker (Zentrum, CDU), MdL                                                                         | 88    |       |
| 14. Oktober | Clifford Hugh Dowker                                        | kanadischer Mathematiker                                                                                        | 70    |       |
| 14. Oktober | Virginia Fox                                                | US-amerikanische Stummfilmschauspielerin                                                                        | 80    |       |
| 14. Oktober | Gerhard Kreyssig                                            | deutscher Politiker (SPD), MdB, MdEP                                                                            | 82    |       |
| 14. Oktober | Otto von Porat                                              | norwegischer Schwergewichtsboxer und Goldmedaillengewinner                                                      | 79    |       |
| 14. Oktober | Louis Rougier                                               | französischer Philosoph und Hochschullehrer, Professor an der Universität der Franche-Comté                     | 93    |       |
| 14. Oktober | Johannes Volkmann                                           | deutscher Chirurg, Erfinder der intravenösen Urographie                                                         | 93    |       |
| 14. Oktober | Winfried Wolf                                               | österreichisch-deutscher Pianist, Komponist und Musikpädagoge                                                   | 82    |       |
| 15. Oktober | Harald Böhmelt                                              | deutscher Kapellmeister und Komponist                                                                           | 81    |       |
| 15. Oktober | Ludwig Diehl                                                | deutscher evangelischer Theologe und Landesbischof in der Pfalz                                                 | 88    |       |
| 15. Oktober | Arnaldo Genoino                                             | italienischer Filmregisseur                                                                                     | 73    |       |
| 15. Oktober | Johannes Gohl                                               | deutscher Offizier                                                                                              | 74    |       |
| 15. Oktober | Otto Gerster                                                | deutscher Maler und Kunstprofessor                                                                              | 75    |       |
| 15. Oktober | Karl Wilhelm Harde                                          | deutscher Entomologe                                                                                            | 60    |       |
| 15. Oktober | Rudolf Perner                                               | deutscher Glockengießer                                                                                         | 83    |       |
| 15. Oktober | Franz Stark                                                 | amerikanisch-deutscher Nationalsozialist                                                                        | 81    |       |
| 16. Oktober | Gudrun Baudisch-Wittke                                      | österreichische Keramikerin, Bildhauerin und Malerin                                                            | 75    |       |
| 16. Oktober | Detlef Becker                                               | deutscher Bankkaufmann                                                                                          | 19    |       |
| 16. Oktober | Lili von Braunbehrens                                       | deutsche Lyrikerin                                                                                              | 88    |       |
| 16. Oktober | Franz Brückner                                              | deutscher Heimatforscher in Dessau                                                                              | 86    |       |
| 16. Oktober | Mario Del Monaco                                            | italienischer Opernsänger (Tenor)                                                                               | 67    |       |
| 16. Oktober | Jean Effel                                                  | französischer Cartoonist und Illustrator                                                                        | 74    |       |
| 16. Oktober | Hugh John Flemming                                          | kanadischer Politiker                                                                                           | 83    |       |
| 16. Oktober | Jakov Gotovac                                               | jugoslawischer Komponist und Dirigent                                                                           | 87    |       |
| 16. Oktober | Paolo Heusch                                                | italienischer Filmregisseur                                                                                     | 58    |       |
| 16. Oktober | Nikolai Wladimirowitsch Jefimow                             | russischer Mathematiker                                                                                         | 72    |       |
| 16. Oktober | Rory McEwen                                                 | schottischer Maler und Folkmusiker                                                                              | 50    |       |
| 16. Oktober | Adriano Correia de Oliveira                                 | portugiesischer Sänger und Komponist                                                                            | 40    |       |
| 16. Oktober | Eberhard Reinert                                            | deutscher Offizier, Nachrichtenmann und Politiker (DP)                                                          | 89    |       |
| 16. Oktober | Hans Selye                                                  | österreichisch-kanadischer Mediziner                                                                            | 75    |       |
| 16. Oktober | Heinrich Thoma                                              | Schweizer Ruderer                                                                                               | 82    |       |
| 16. Oktober | Hermann Josef Ullrich                                       | österreichischer Jurist und Musikkritiker, Komponist                                                            | 94    |       |
| 17. Oktober | William Louis Bailey                                        | kanadischer Soziologe und Hochschullehrer                                                                       | 100   |       |
| 17. Oktober | Marie Émile Antoine Béthouart                               | französischer General                                                                                           | 92    |       |
| 17. Oktober | George Atlee Goodling                                       | US-amerikanischer Politiker                                                                                     | 86    |       |
| 17. Oktober | Adrian Maleika                                              | deutscher Fußballfan                                                                                            | 16    |       |
| 17. Oktober | Alain de Rothschild                                         | französischer Bankier und Präsident jüdischer Organisationen                                                    | 72    |       |
| 17. Oktober | Josef Voithofer                                             | österreichischer Politiker (SPÖ), Abgeordneter zum Nationalrat                                                  | 87    |       |
| 17. Oktober | Werner Wollenberger                                         | Schweizer Autor, Regisseur, Journalist und Kritiker                                                             | 55    |       |
| 18. Oktober | Maurice Gilliams                                            | belgischer Typograph, Dichter und Schriftsteller                                                                | 82    |       |
| 18. Oktober | Pierre Mendès France                                        | französischer Politiker, Mitglied der Nationalversammlung, Premierminister (1954–1955)                          | 75    |       |
| 18. Oktober | William Loughnane                                           | irischer Politiker                                                                                              | 67    |       |
| 18. Oktober | Adolf Nußbaumer                                             | österreichischer Wirtschaftswissenschaftler und Politiker                                                       | 51    |       |
| 18. Oktober | Béla Radics                                                 | ungarischer Rockmusiker, Gitarrist und Sänger                                                                   | 36    |       |
| 18. Oktober | John Robarts                                                | kanadischer Rechtsanwalt, Politiker und 17. Premierminister von Ontario                                         | 65    |       |
| 18. Oktober | Richard Scheerer                                            | deutscher Augenarzt und Hochschullehrer                                                                         | 95    |       |
| 18. Oktober | David Schiffman                                             | israelischer Politiker                                                                                          | 59    |       |
| 18. Oktober | Franz Friedrich Graf Treuberg                               | deutscher Dramaturg, Drehbuchautor und Regisseur                                                                | 75    |       |
| 18. Oktober | Bess Truman                                                 | US-amerikanische First Lady                                                                                     | 97    |       |
| 19. Oktober | Mathias Barz                                                | deutscher Künstler, vom Nationalsozialismus verfemt und verfolgt                                                | 87    |       |
| 19. Oktober | Mithat Fenmen                                               | türkischer Pianist, Komponist und Musikpädagoge                                                                 | 66    |       |
| 19. Oktober | Jesse Powell                                                | US-amerikanischer Jazzmusiker                                                                                   | 57    |       |
| 19. Oktober | Hugo-Heinz Schmick                                          | deutscher Chirurg, SS-Führer und KZ-Arzt                                                                        | 73    |       |
| 19. Oktober | Hermann Schöne                                              | deutscher Architekt                                                                                             | 88    |       |
| 20. Oktober | Elvira Cortese                                              | italienische Schauspielerin                                                                                     | 72    |       |
| 20. Oktober | Tom J. Gramse                                               | deutscher Maler, Grafiker, Fotograf und Aktionskünstler                                                         | 42    |       |
| 20. Oktober | Anton Heidenreich                                           | deutscher General                                                                                               | 86    |       |
| 20. Oktober | Josef Jungmann                                              | tschechoslowakischer Fechter                                                                                    | 94    |       |
| 20. Oktober | Kuruma Samezō                                               | japanischer Ökonom                                                                                              | 89    |       |
| 20. Oktober | Jimmy McGrory                                               | schottischer Fußballspieler und -trainer                                                                        | 78    |       |
| 20. Oktober | Niranjan Nath Wanchoo                                       | indischer Politiker, Gouverneur von Kerala und Madhya Pradesh                                                   | 72    |       |
| 20. Oktober | Erwin Zinger                                                | deutscher Politiker (CDU), MdL                                                                                  | 83    |       |
| 21. Oktober | Narendra Bedi                                               | indischer Filmregisseur und Drehbuchautor                                                                       |       |       |
| 21. Oktober | Hermann Berg                                                | deutscher Politiker (FDP, FVP, DP), MdB                                                                         | 77    |       |
| 21. Oktober | Sylvia Lance Harper                                         | australische Tennisspielerin                                                                                    | 87    |       |
| 21. Oktober | Joachim Kortüm                                              | deutscher General                                                                                               | 84    |       |
| 21. Oktober | Sophie Reuschle                                             | deutsche Schriftstellerin                                                                                       | 91    |       |
| 21. Oktober | Gerda Rotermund                                             | deutsche Malerin und Grafikerin                                                                                 | 80    |       |
| 21. Oktober | Radka Toneff                                                | norwegische Jazzsängerin                                                                                        | 30    |       |
| 21. Oktober | Abdul Zahir                                                 | afghanischer Premierminister während der Regierungszeit von König Sahir Schah                                   | 72    |       |
| 22. Oktober | Friedrich Geiecke                                           | deutscher Kommunalpolitiker und ehrenamtlicher Landrat (Zentrum und CDU)                                        | 83    |       |
| 22. Oktober | Oleksandr Halkin                                            | ukrainischer Festkörperphysiker und Hochschullehrer                                                             | 68    |       |
| 22. Oktober | Paula Heimann                                               | deutsche Psychiaterin und Psychoanalytikerin                                                                    | 83    |       |
| 22. Oktober | Carl Kliewer                                                | deutscher Schauspieler                                                                                          | 96    |       |
| 22. Oktober | Ernst Krukowski                                             | deutscher Opernsänger (Bariton)                                                                                 | 64    |       |
| 22. Oktober | Bert Layne                                                  | US-amerikanischer Old-Time-Musiker                                                                              | 92    |       |
| 22. Oktober | Leo Losert                                                  | österreichischer Ruderer                                                                                        | 79    |       |
| 22. Oktober | Rudolf Münemann                                             | deutscher Finanzmakler                                                                                          | 74    |       |
| 22. Oktober | William Gardner Pfann                                       | US-amerikanischer Chemieingenieur                                                                               | 64    |       |
| 22. Oktober | Savitri Devi                                                | Schriftstellerin                                                                                                | 77    |       |
| 22. Oktober | Robert Spies                                                | deutscher Tennisspieler                                                                                         | 91    |       |
| 22. Oktober | Richard Strasser                                            | österreichischer Politiker (SD), Landtagsabgeordneter                                                           | 93    |       |
| 23. Oktober | Aziz Ahmed                                                  | pakistanischer Politiker                                                                                        | 76    |       |
| 23. Oktober | Dieter Franke                                               | deutscher Schauspieler                                                                                          | 48    |       |
| 23. Oktober | Hans Grüneberg                                              | deutsch-britischer Genetiker                                                                                    | 75    |       |
| 23. Oktober | Karl Kupisch                                                | deutscher evangelischer Kirchenhistoriker                                                                       | 79    |       |
| 23. Oktober | Ilja Michailowitsch Lifschiz                                | sowjetischer Theoretischer Physiker, Festkörperphysiker, Polymerphysiker und Hochschullehrer                    | 65    |       |
| 23. Oktober | Hans Reuter                                                 | deutscher Industrieller, Unternehmer und Maschinenbau-Ingenieur                                                 | 87    |       |
| 23. Oktober | Egbertus Waller                                             | niederländischer Ruderer                                                                                        | 80    |       |
| 24. Oktober | Friedrich Karl III. zu Hohenlohe-Waldenburg-Schillingsfürst | deutscher Adliger und Standesherr                                                                               | 74    |       |
| 24. Oktober | Heinz Jaising                                               | deutscher Politiker (SPD), MdBB                                                                                 | 61    |       |
| 24. Oktober | Jacques Klein                                               | brasilianischer Komponist                                                                                       | 52    |       |
| 24. Oktober | James Philbrook                                             | US-amerikanischer Schauspieler                                                                                  | 58    |       |
| 24. Oktober | Luise Pinc                                                  | deutsche Dichterin                                                                                              | 86    |       |
| 24. Oktober | Andrew Roborecki                                            | ukrainischer Geistlicher, Bischof von Saskatoon                                                                 | 71    |       |
| 24. Oktober | Richard Staimer                                             | deutscher Kommunist, Spanienkämpfer und Generalmajor der NVA                                                    | 75    |       |
| 25. Oktober | Ernst H. Albrecht                                           | deutscher Filmarchitekt                                                                                         | 76    |       |
| 25. Oktober | Karl Bruckner                                               | österreichischer Schriftsteller                                                                                 | 76    |       |
| 25. Oktober | Bill Eckersley                                              | englischer Fußballspieler                                                                                       | 56    |       |
| 25. Oktober | Marli Ehrman                                                | deutsch-amerikanische Textilkünstlerin und Designerin                                                           | 77    |       |
| 25. Oktober | Werner Greth                                                | deutscher Fußballspieler                                                                                        | 31    |       |
| 25. Oktober | Wilhelm Keilbach                                            | deutscher römisch-katholischer Theologe und Religionspsychologe                                                 | 74    |       |
| 25. Oktober | Walter Koppel                                               | deutscher Filmproduzent                                                                                         | 76    |       |
| 25. Oktober | Erwin Lange                                                 | deutscher Spezialeffektkünstler                                                                                 | 69    |       |
| 25. Oktober | Fritz Levy                                                  | deutscher Viehhändler                                                                                           | 81    |       |
| 25. Oktober | Werner Naumann                                              | deutscher Volkswirt und Nationalsozialist, SS-Brigadeführer und persönlicher Referent von Joseph Goebbels       | 73    |       |
| 25. Oktober | Arvid Wallman                                               | schwedischer Wasserspringer                                                                                     | 81    |       |
| 26. Oktober | Giovanni Benelli                                            | italienischer Geistlicher, Erzbischof von Florenz und Kardinal                                                  | 61    |       |
| 26. Oktober | Muriel Frances MacSwiney                                    | irische Kommunistin                                                                                             | 90    |       |
| 26. Oktober | Edmund Majowski                                             | polnischer Fußballspieler                                                                                       | 71    |       |
| 26. Oktober | Bertha Probst de Linga                                      | deutsch-US-amerikanische Gründerin der Linga-Stiftung                                                           | 91    |       |
| 26. Oktober | Monica Wilson                                               | südafrikanische Anthropologin                                                                                   | 74    |       |
| 26. Oktober | Ernst Zahnow                                                | deutscher Heimatforscher und Schulbuchautor                                                                     | 92    |       |
| 27. Oktober | Johannes Brik                                               | österreichischer Benediktiner                                                                                   | 83    |       |
| 27. Oktober | Jean Filliozat                                              | französischer Mediziner                                                                                         | 75    |       |
| 27. Oktober | Herwart Grosse                                              | deutscher Schauspieler, Sprecher und Regisseur                                                                  | 74    |       |
| 27. Oktober | Heinz Kraschutzki                                           | deutscher Pazifist                                                                                              | 91    |       |
| 27. Oktober | Abba P. Lerner                                              | US-amerikanischer Ökonom                                                                                        | 78    |       |
| 27. Oktober | Fred Tanner                                                 | Schweizer Schauspieler                                                                                          | 62    |       |
| 27. Oktober | Welitschko Welitschkow                                      | bulgarischer Sportschütze                                                                                       | 48    |       |
| 27. Oktober | Valerio Zurlini                                             | italienischer Filmregisseur und Drehbuchautor                                                                   | 56    |       |
| 28. Oktober | Mario Agustoni                                              | Schweizer Politiker (FDP) und Jurist                                                                            | 80    |       |
| 28. Oktober | Robert d’Escourt Atkinson                                   | britischer Astronom, Physiker und Erfinder                                                                      | 84    |       |
| 28. Oktober | Phyllis Covell                                              | britische Tennisspielerin                                                                                       | 87    |       |
| 28. Oktober | Otto Halpern                                                | österreichischer Physiker                                                                                       | 83    |       |
| 28. Oktober | Hendri Spescha                                              | Schweizer Autor und Politiker                                                                                   | 53    |       |
| 28. Oktober | Dumitru Tudor                                               | rumänischer Archäologe, Althistoriker, Numismatiker, Epigraphiker und Hochschullehrer                           | 74    |       |
| 29. Oktober | Lamberto Dalla Costa                                        | italienischer Bobfahrer                                                                                         | 62    |       |
| 29. Oktober | Joyce C. Hall                                               | US-amerikanischer Unternehmer und Gründer von Hallmark Cards                                                    | 91    |       |
| 29. Oktober | Josias Hartmann                                             | Schweizer Sportschütze                                                                                          | 89    |       |
| 29. Oktober | Gustav Leißner                                              | deutscher Jurist und Oberbürgermeister von Dresden                                                              | 92    |       |
| 29. Oktober | William Lloyd Webber                                        | englischer Komponist                                                                                            | 68    |       |
| 29. Oktober | Otto H. Poensgen                                            | deutscher Wirtschaftswissenschaftler                                                                            | 50    |       |
| 30. Oktober | Adolf Baier                                                 | deutscher Gewerkschafter                                                                                        | 75    |       |
| 30. Oktober | Adam Schmitt                                                | deutscher Politiker (SPD), MdL                                                                                  | 78    |       |
| 30. Oktober | Raúl Toro                                                   | chilenischer Fußballspieler                                                                                     | 71    |       |
| 30. Oktober | Erna Wagner                                                 | deutsche Politikerin (SPD) und Gewerkschafterin, MdHB                                                           | 79    |       |
| 30. Oktober | Iryna Wilde                                                 | ukrainische Schriftstellerin und Taras-Schewtschenko-Preisträgerin                                              | 75    |       |
| 31. Oktober | Karl Bauer                                                  | deutscher Regisseur sowie Intendant                                                                             | 82    |       |
| 31. Oktober | Siegfried Meister                                           | deutscher Ingenieur und Politiker (CDU), MdL, MdB, MdEP                                                         | 79    |       |
| 31. Oktober | Waverley Root                                               | US-amerikanischer Journalist und Autor                                                                          | 79    |       |
| Oktober     | José Miguel Ramón Idígoras Fuentes                          | guatemaltekischer Politiker, Präsident von Guatemala (1958–1963)                                                |       |       |
| Oktober     | Russell Malmgren                                            | US-amerikanischer Tontechniker und Drehbuchautor                                                                | 77    |       |
| Oktober     | Michael J. O’Kelly                                          | irischer Archäologe                                                                                             |       |       |
| Oktober     | Jean Van Noten                                              | belgischer Künstler und Briefmarkenentwerfer                                                                    | 79    |       |

## November
| Tag          | Name                                        | Beruf, bekannt als                                                                                              | Alter | Beleg |
| ------------ | ------------------------------------------- | --- | ----- | ----- |
| 1. November  | Hanna Achenbach                             | deutsche Malerin                                                                                                | 89    |       |
| 1. November  | Eric Arthur                                 | kanadischer Architekt und Autor                                                                                 | 84    |       |
| 1. November  | Michel Aunaud                               | französischer Autorennfahrer                                                                                    | 71    |       |
| 1. November  | James Broderick                             | US-amerikanischer Schauspieler                                                                                  | 55    |       |
| 1. November  | Vitus Chang                                 | chinesischer Bischof der katholischen Kirche                                                                    | 79    |       |
| 01. November | Hans Drakenberg                             | schwedischer Fechter                                                                                            | 81    |       |
| 1. November  | Ray Draper                                  | US-amerikanischer Jazz-Tubist                                                                                   | 42    |       |
| 1. November  | Gotthard von Falkenhausen                   | deutscher Bankier                                                                                               | 83    |       |
| 1. November  | Leighton Lucas                              | englischer Komponist und Dirigent                                                                               | 79    |       |
| 1. November  | Wilhelm Pfannenstiel                        | deutscher Hygieniker und SS-Standartenführer                                                                    | 92    |       |
| 1. November  | Jun John Sakurai                            | japanischer Physiker                                                                                            | 49    |       |
| 1. November  | King Vidor                                  | US-amerikanischer Regisseur                                                                                     | 88    |       |
| 1. November  | Richard Wahl                                | deutscher Fechter                                                                                               | 75    |       |
| 2. November  | Fritz Ertl                                  | österreichischer Architekt                                                                                      | 74    |       |
| 2. November  | Josef Harnisch                              | deutscher Politiker (CDU), Oberbürgermeister von Trier                                                          | 68    |       |
| 2. November  | Lisa Matthias                               | deutsche Journalistin und Verlegerin                                                                            | 87    |       |
| 2. November  | Hermann Nellen                              | preußischer Landrat und Ministerialdirigent in Nordrhein-Westfalen                                              | 72    |       |
| 2. November  | John William Sutton Pringle                 | britischer Zoologe                                                                                              | 70    |       |
| 2. November  | Wassili Rudenkow                            | weißrussischer Leichtathlet und Olympiasieger                                                                   | 51    |       |
| 3. November  | Edward Hallett Carr                         | britischer Historiker und Diplomat                                                                              | 90    |       |
| 3. November  | Oswald Heyduck                              | deutscher SS-Obersturmführer                                                                                    | 70    |       |
| 3. November  | Jan Horstmann                               | deutscher Marinemaler                                                                                           | 88    |       |
| 3. November  | Jo Miard                                    | deutscher Bildhauer                                                                                             | 53    |       |
| 3. November  | Alan Parks                                  | britischer Chirurg                                                                                              | 61    |       |
| 3. November  | Hugo Peters                                 | deutscher Bildhauer                                                                                             | 90    |       |
| 3. November  | Alfred Westland                             | US-amerikanischer Politiker                                                                                     | 77    |       |
| 3. November  | George Winter                               | US-amerikanischer Bauingenieur                                                                                  | 75    |       |
| 3. November  | Lolita Brieger                              | deutsches Opfer eines Tötungsdelikts                                                                            | 18    |       |
| 4. November  | Dominique Dunne                             | US-amerikanische Filmschauspielerin                                                                             | 22    |       |
| 4. November  | George M. Grant                             | US-amerikanischer Politiker                                                                                     | 85    |       |
| 4. November  | Karl Amson Joel                             | deutscher Textilkaufmann und -fabrikant                                                                         | 92    |       |
| 4. November  | Harald Müller                               | deutscher Elektrotechniker                                                                                      | 87    |       |
| 4. November  | Alicia Penalba                              | argentinisch-französische Bildhauerin                                                                           | 69    |       |
| 4. November  | Germaine Rouault                            | französische Automobilrennfahrerin                                                                              | 77    |       |
| 4. November  | Adalbert Schnee                             | deutscher Marineoffizier, U-Boot-Kommandant im Zweiten Weltkrieg                                                | 68    |       |
| 4. November  | Jacques Tati                                | französischer Schauspieler (Komiker) und Regisseur                                                              | 75    |       |
| 05. November | Santiago Amat                               | spanischer Segler                                                                                               | 95    |       |
| 5. November  | Theresa Hak Kyung Cha                       | koreanisch-amerikanische Autorin, sowie Installations- und Performancekünstlerin                                | 31    |       |
| 5. November  | Karl Thomä                                  | deutscher Kommunalpolitiker (SPD), Bürgermeister von Eppingen                                                   | 81    |       |
| 5. November  | Gerhard Utikal                              | deutscher Landwirt, Leiter des Zentralamts im Einsatzstab Reichsleiter Rosenberg                                | 70    |       |
| 6. November  | Karl Bickel (Künstler)                      | Schweizer Künstler und Grafiker                                                                                 | 96    |       |
| 6. November  | Walter Erman                                | deutscher Jurist und Hochschullehrer                                                                            | 78    |       |
| 6. November  | Juan Guzmán                                 | deutsch-spanisch-mexikanischer Fotograf und Fotojournalist                                                      | 71    |       |
| 6. November  | Ellen Hellmann                              | südafrikanische Soziologin und Antiapartheidsaktivistin                                                         | 74    |       |
| 6. November  | Harboe Kardel                               | deutscher Autor, Chefredakteur                                                                                  | 88    |       |
| 6. November  | Alfons Knauf                                | deutscher Unternehmer                                                                                           | 76    |       |
| 6. November  | Ida Last-ter Haar                           | niederländische Jugendtheaterregisseurin, Pionierin des Kindertheaters                                          | 89    |       |
| 6. November  | Austin Loomer Rand                          | kanadischer Ornithologe                                                                                         | 76    |       |
| 6. November  | Teshima Shirō                               | japanischer Fußballspieler                                                                                      | 75    |       |
| 7. November  | John Bay                                    | US-amerikanischer Filmschauspieler                                                                              | 53    |       |
| 7. November  | Alan Martin Boase                           | britischer Romanist und Literaturwissenschaftler schottischer Herkunft                                          | 80    |       |
| 7. November  | Bully Buhlan                                | deutscher Jazz- und Schlagersänger, Pianist, Schlagerkomponist und Schauspieler                                 | 58    |       |
| 7. November  | Emmy Burg                                   | deutsche Film- und Theaterschauspielerin                                                                        | 74    |       |
| 7. November  | Yves Ciampi                                 | französischer Filmregisseur und Drehbuchautor                                                                   | 61    |       |
| 7. November  | Salvador Contreras                          | mexikanischer Komponist                                                                                         | 71    |       |
| 7. November  | Oscar Forel                                 | Schweizer Psychiater                                                                                            | 91    |       |
| 7. November  | Augusto Gerosa                              | italienischer Eishockeyspieler                                                                                  | 73    |       |
| 7. November  | Erich Hofmann                               | deutscher Sprachwissenschaftler                                                                                 | 87    |       |
| 7. November  | Nadia Léger                                 | französisch-weißrussische Malerin                                                                               | 78    |       |
| 7. November  | Walter Ruben                                | deutscher Indologe                                                                                              | 82    |       |
| 8. November  | Max Emcke                                   | deutscher Politiker (CDU), MdL                                                                                  | 90    |       |
| 8. November  | Josef Estermann                             | deutscher Kommunalpolitiker                                                                                     | 83    |       |
| 8. November  | Marco de Gastyne                            | französischer Cartoonist, Filmregisseur und Drehbuchautor                                                       | 93    |       |
| 8. November  | Karl O. Koch                                | deutscher Musikmanager, Produzent und Opernregisseur                                                            | 71    |       |
| 8. November  | Manuel Sánchez Ayuso                        | spanischer Ökonom und Politiker (PSOE und PSP)                                                                  | 41    |       |
| 8. November  | Oscar Serpa                                 | argentinischer Tangosänger und Gitarrist                                                                        | 63    |       |
| 8. November  | Hans Vorhauer                               | deutscher Politiker (SPD), MdL                                                                                  | 88    |       |
| 8. November  | William Wynne-Jones, Baron Wynne-Jones      | britischer Chemiker und Politiker                                                                               | 79    |       |
| 9. November  | Friedrich Gustav Andreas                    | deutscher Chemiker                                                                                              | 68    |       |
| 9. November  | Emil Bettgenhäuser                          | deutscher Politiker (SPD), MdL, MdB                                                                             | 76    |       |
| 9. November  | Jean Binot                                  | französischer Politiker, Mitglied der Nationalversammlung                                                       | 71    |       |
| 9. November  | Jimmy Dickinson                             | englischer Fußballspieler und Fußballtrainer                                                                    | 57    |       |
| 9. November  | Geraldine McGee                             | US-amerikanisches Model und Showgirl                                                                            | 46    |       |
| 9. November  | Gwydion Pendderwen                          | US-amerikanischer Singer-Songwriter, Autor und Umweltaktivist                                                   | 36    |       |
| 9. November  | Josef Albert Rissler                        | deutscher Bildhauer                                                                                             | 74    |       |
| 10. November | Leonid Iljitsch Breschnew                   | sowjetischer Politiker, Parteichef der KPdSU der Sowjetunion (1964–1982) sowie Staatsoberhaupt der Sowjetuni... | 75    |       |
| 10. November | Nikolaus Britz                              | österreichischer Hochschullehrer                                                                                | 63    |       |
| 10. Novmeber | Roy Coffin                                  | US-amerikanischer Hockeyspieler                                                                                 | 84    |       |
| 10. November | Léon Camille Marius Croizat                 | französisch-italienischer Botaniker                                                                             | 88    |       |
| 10. November | Barbara-Ann Kelly                           | US-amerikanische Tänzerin                                                                                       | 36    |       |
| 10. November | Elio Petri                                  | italienischer Filmregisseur und Drehbuchautor                                                                   | 53    |       |
| 10. November | Manuel Pizarro                              | argentinischer Bandoneonspieler, Orchesterleiter und Komponist des Tango                                        | 86    |       |
| 10. November | Iwasaki Saburō                              | japanischer Skilangläufer                                                                                       | 78    |       |
| 10. November | Rudolf Steinwand                            | deutscher Politiker (SED), MdV                                                                                  | 76    |       |
| 11. November | Roger Grégoire                              | französischer Radrennfahrer                                                                                     | 78    |       |
| 11. November | Alfred Kamphausen                           | deutscher Kunsthistoriker, Museumsdirektor und Hochschullehrer                                                  | 76    |       |
| 11. November | Peter Keler                                 | deutscher Grafiker, Möbelgestalter und Architekt am Bauhaus                                                     | 83    |       |
| 11. November | Paul Kircheis                               | deutscher Journalist, Beamter und Politiker (SPD), MdL                                                          | 86    |       |
| 11. November | Hermann Kohlmann                            | Schweizer und deutscher Maler, Bildhauer und Grafiker                                                           | 75    |       |
| 11. November | Rudolf Markschläger                         | österreichischer Politiker (CSP), Abgeordneter zum Nationalrat                                                  | 91    |       |
| 11. November | Marcel Paul                                 | französischer Politiker (PCF)                                                                                   | 82    |       |
| 11. November | Walter Schmidt                              | deutscher Politiker (CDU), MdL                                                                                  | 84    |       |
| 11. November | Fred Singeisen                              | Schweizer Psychiater                                                                                            | 73    |       |
| 11. November | Gösta Törner                                | schwedischer Jazzmusiker und Bandleader                                                                         | 70    |       |
| 11. November | Gerard Wodarz                               | polnischer Fußballspieler                                                                                       | 69    |       |
| 12. November | Rudi Baerwind                               | deutscher Maler                                                                                                 | 72    |       |
| 12. November | Sula Benet                                  | polnische Anthropologin                                                                                         | 79    |       |
| 12. November | Patrick Cowley                              | US-amerikanischer Disco-Musiker und Musikproduzent                                                              | 32    |       |
| 12. November | Annemarie Herwarth von Bittenfeld-Honigmann | deutsche Skirennläuferin                                                                                        | 77    |       |
| 12. November | Eduardo Mallea                              | argentinischer Schriftsteller und Diplomat                                                                      | 79    |       |
| 12. November | Dorothy Round                               | englische Tennisspielerin                                                                                       | 74    |       |
| 12. November | Clarence Wallace                            | kanadischer Schiffbau-Unternehmer, Vizegouverneur von British Columbia                                          | 89    |       |
| 13. November | Babette Deutsch                             | US-amerikanische Schriftstellerin, Übersetzerin und Literaturkritikerin                                         | 87    |       |
| 13. November | Jewgeni Michailowitsch Jorkin               | russisch-sowjetischer Eishockeytorhüter                                                                         | 50    |       |
| 13. November | Margarete Klopfleisch                       | deutsche Malerin und Bildhauerin                                                                                | 71    |       |
| 13. November | Hugues Lapointe                             | kanadischer Politiker, Vizegouverneur von Québec                                                                | 71    |       |
| 13. November | Hans Nevermann                              | deutscher Ethnologe                                                                                             | 80    |       |
| 13. November | Wilhelm von Pochhammer                      | deutscher Diplomat                                                                                              | 90    |       |
| 13. November | Włodzimierz Trzebiatowski                   | polnischer Chemiker                                                                                             | 76    |       |
| 14. November | Max Beyer                                   | deutscher Amateurastronom und Berufsschullehrer                                                                 | 88    |       |
| 14. November | Théophile Albert Cadoux                     | französischer Ordensgeistlicher                                                                                 | 79    |       |
| 14. November | Pjotr Ionowitsch Jakir                      | sowjetischer Dissident und Historiker                                                                           | 59    |       |
| 14. November | Martin Friedrich Jehle                      | deutscher Klavierbauer und Musikalienhändler                                                                    | 68    |       |
| 14. November | Hermann Overbeck                            | deutscher Geograph                                                                                              | 82    |       |
| 14. November | Joachim Stutschewsky                        | russisch-israelischer Cellist, Komponist und Musikwissenschaftler                                               | 91    |       |
| 14. November | Lucien Bidinger                             | luxemburgischer Radrennfahrer                                                                                   | 65    |       |
| 15. November | Vinoba Bhave                                | spiritueller Nachfolger Mahatma Gandhis                                                                         | 87    |       |
| 15. November | Alois Dempf                                 | deutscher katholischer Philosoph                                                                                | 91    |       |
| 15. November | Achille Lauro                               | italienischer Reeder und Politiker                                                                              | 95    |       |
| 15. November | Walter Liebenthal                           | deutscher Philosoph und Sinologe                                                                                | 96    |       |
| 15. November | Wolf Meyer-Erlach                           | deutscher Theologe                                                                                              | 91    |       |
| 15. November | Erik Radolf                                 | deutscher Schauspieler                                                                                          | 77    |       |
| 15. November | Otto Scherzer                               | deutscher Physiker                                                                                              | 73    |       |
| 15. November | Josef Wondrak                               | österreichischer Politiker (SPÖ)                                                                                | 89    |       |
| 15. November | Allen Woodring                              | US-amerikanischer Leichtathlet                                                                                  | 84    |       |
| 15. November | Wacław Zawadowski                           | polnischer Maler                                                                                                | 91    |       |
| 16. November | Pawel Sergejewitsch Alexandrow              | sowjetischer Mathematiker                                                                                       | 86    |       |
| 16. November | Arthur Askey                                | britischer Komiker und Schauspieler                                                                             | 82    |       |
| 16. November | Rudolf Fenner                               | deutscher Schauspieler, Hörspiel- und Synchronsprecher                                                          | 72    |       |
| 16. November | Peter Forster                               | britischer Schauspieler                                                                                         | 62    |       |
| 16. November | Al Haig                                     | US-amerikanischer Jazz-Musiker (Pianist und Komponist)                                                          | 58    |       |
| 16. November | Andrej Makajonak                            | belarussisch-sowjetischer Dramatiker                                                                            | 62    |       |
| 16. November | Jean Mallon                                 | französischer Paläograph                                                                                        | 78    |       |
| 16. November | Moritz Spitzer                              | israelischer Indologe, Verleger und zionistischer Aktivist                                                      | 82    |       |
| 16. November | Walther Wunsch                              | deutscher Ingenieur und Industrieller                                                                           | 82    |       |
| 17. November | Robert Andras                               | kanadischer Politiker                                                                                           | 61    |       |
| 17. November | Gertrud von den Brincken                    | deutsche Schriftstellerin                                                                                       | 90    |       |
| 17. November | Ruth Donnelly                               | US-amerikanische Schauspielerin                                                                                 | 86    |       |
| 17. November | Alois Gaberle                               | sudetendeutscher KZ-Arzt                                                                                        | 75    |       |
| 17. November | Harold J. Gibbons                           | US-amerikanischer Gewerkschafter                                                                                | 72    |       |
| 17. November | Heinrich Lindenberg                         | deutscher Politiker (CDU), MdB, MdEP                                                                            | 80    |       |
| 17. November | Petar Pantschewski                          | bulgarischer Politiker und General                                                                              | 80    |       |
| 17. November | Wilhelm Schmidt                             | deutscher Germanist, Slawist, Hochschullehrer                                                                   | 68    |       |
| 17. November | Eduard Tubin                                | estnischer Komponist                                                                                            | 77    |       |
| 17. November | Gebhardt von Walther                        | deutscher Diplomat                                                                                              | 79    |       |
| 18. November | Anton Biersack                              | deutscher Komponist                                                                                             | 74    |       |
| 18. November | Don Dillaway                                | US-amerikanischer Filmschauspieler                                                                              | 79    |       |
| 18. November | Hilton Edwards                              | irischer Schauspieler und Theaterregisseur                                                                      | 79    |       |
| 18. November | Kim Duk-koo                                 | südkoreanischer Boxer                                                                                           | 23    |       |
| 18. November | Heinar Kipphardt                            | deutscher Dramatiker                                                                                            | 60    |       |
| 18. November | Herbert Koch                                | deutscher Pädagoge, Romanist und Lokalhistoriker                                                                | 96    |       |
| 19. November | Co Bergman                                  | niederländischer Fußballspieler                                                                                 | 68    |       |
| 19. November | Ernesto Colli                               | italienischer Schauspieler                                                                                      | 42    |       |
| 19. November | Erving Goffman                              | US-amerikanischer Soziologe                                                                                     | 60    |       |
| 19. November | Bernhard Hofmann                            | deutscher SA-Führer                                                                                             | 85    |       |
| 19. November | Rudolf Juen                                 | österreichischer Politiker (ÖVP), Landtagsabgeordneter zum Vorarlberger Landtag                                 | 85    |       |
| 19. November | Hans Luthardt                               | deutscher Politiker (NDPD), MdV                                                                                 | 64    |       |
| 19. November | Hans-Günter Petzold                         | deutscher Biologe und Politiker (CDU der DDR), MdV                                                              | 51    |       |
| 19. November | Helena Syrkusowa                            | polnische Architektin, Stadtplanerin und Hochschullehrerin                                                      | 82    |       |
| 20. November | Rolf B. Behrmann                            | deutscher Geologe                                                                                               | 71    |       |
| 20. November | Jackie Bray                                 | englischer Fußballspieler und -trainer                                                                          | 73    |       |
| 20. November | Walter Dinsdale                             | kanadischer Politiker                                                                                           | 66    |       |
| 20. November | Ephraim Elan                                | österreichisch-israelischer Bauingenieur und Zionist                                                            | 81    |       |
| 20. November | Job Odebrecht                               | deutscher Offizier, zuletzt General der Flakartillerie im Zweiten Weltkrieg                                     | 90    |       |
| 20. November | Bobby Plater                                | US-amerikanischer Jazz-Saxophonist                                                                              | 68    |       |
| 20. November | John Redcliffe-Maud, Baron Redcliffe-Maud   | britischer Beamter, Minister und Diplomat                                                                       | 76    |       |
| 20. November | Elli Silman                                 | deutsche Dramaturgin und Schauspielagentin                                                                      | 84    |       |
| 20. November | Adelaide Sinclair                           | kanadische Beamtin und Kommandantin                                                                             | 82    |       |
| 20. November | Karl Wagenmann                              | deutscher Kirchenverwaltungsjurist                                                                              | 77    |       |
| 21. November | Hermann Bitter                              | deutscher Politiker (Zentrum)                                                                                   | 85    |       |
| 21. November | Georges Chamarat                            | französischer Schauspieler                                                                                      | 81    |       |
| 21. November | Pierre Gaxotte                              | französischer Historiker                                                                                        | 87    |       |
| 21. November | Hans Hofner                                 | deutscher Heimatpfleger des Landkreises Hof, Heimatforscher                                                     | 74    |       |
| 21. November | Herbert Lewin                               | deutscher Präsident des Zentralrates der Juden                                                                  | 83    |       |
| 21. November | Ditta Pásztory-Bartók                       | ungarische Pianistin und zweite Frau von Béla Bartók                                                            | 79    |       |
| 21. November | Lee Patrick                                 | US-amerikanische Schauspielerin                                                                                 | 80    |       |
| 22. November | Jean Batten                                 | neuseeländische Fliegerin                                                                                       | 73    |       |
| 22. November | Tycho Castberg                              | norwegischer Architekt                                                                                          | 82    |       |
| 22. November | Max Deutsch                                 | französischer Komponist, Dirigent und Musikpädagoge                                                             | 90    |       |
| 22. November | K. P. S. Menon                              | indischer Politiker und Diplomat                                                                                | 84    |       |
| 22. November | James G. Oldroyd                            | britischer angewandter Mathematiker                                                                             | 61    |       |
| 22. November | Stanisław Ostrowski                         | polnischer Arzt, Offizier und Politiker                                                                         | 90    |       |
| 22. November | Kurt von Raumer                             | deutscher Historiker und Hochschullehrer                                                                        | 81    |       |
| 22. November | Arturo Rodríguez Jurado                     | argentinischer Boxer und Olympiasieger                                                                          | 75    |       |
| 22. November | Friedrich Sacher                            | österreichischer Lyriker, Erzähler und Essayist                                                                 | 83    |       |
| 22. November | Jakob Schoenmackers                         | deutscher Pathologe                                                                                             | 70    |       |
| 22. November | Joseph Alfons Tscherrig                     | Schweizer Ordensgeistlicher, Apostolischer Vikar von Reyes in Bolivien                                          | 79    |       |
| 22. November | Juan Urquizu                                | spanischer Fußballspieler und -trainer                                                                          | 81    |       |
| 23. November | Adoniran Barbosa                            | brasilianischer Samba-Sänger und -Komponist und Schauspieler                                                    | 72    |       |
| 23. November | Lima Barreto                                | brasilianischer Filmregisseur und Autor                                                                         | 76    |       |
| 23. November | Ludwig Cremer                               | deutscher Regisseur, Schauspieler und Hörspielsprecher                                                          | 73    |       |
| 23. November | Hugo Dreyer                                 | deutscher Politiker (GB/BHE, CDU), MdL                                                                          | 72    |       |
| 23. November | Adolf Haas                                  | deutscher Biologe und Naturphilosoph                                                                            | 68    |       |
| 23. November | August Tünnermann                           | deutscher Politiker (KPD), MdL                                                                                  | 86    |       |
| 24. November | Louis Dupraz                                | Schweizer Politiker und Staatsrat des Kantons Freiburg                                                          | 86    |       |
| 24. November | Benny Friedman                              | US-amerikanischer Footballspieler und -trainer                                                                  | 77    |       |
| 24. November | Erzsébet Házy                               | ungarische Opernsängerin (Sopran)                                                                               | 53    |       |
| 24. November | Barack Obama Senior                         | kenianischer Ökonom und Regierungsberater und Vater von Barack Obama                                            | 46    |       |
| 24. November | Eino Penttilä                               | finnischer Speerwerfer                                                                                          | 76    |       |
| 24. November | Bohumír Štědroň                             | tschechischer Musikwissenschaftler                                                                              | 77    |       |
| 25. November | Maur Cocheril                               | französischer Trappist und Ordenshistoriker                                                                     | 68    |       |
| 25. November | Hugh Harman                                 | US-amerikanischer Trickfilmzeichner und Filmregisseur                                                           | 79    |       |
| 25. November | Heinrich Hiltl                              | österreichisch-französischer Fußballspieler und Trainer                                                         | 72    |       |
| 25. November | Winston Edward Kock                         | US-amerikanischer Elektrotechniker und Autor                                                                    | 72    |       |
| 25. November | Brian Probyn                                | britischer Kameramann                                                                                           | 61    |       |
| 25. November | Léon Vleurinck                              | belgischer Ruderer                                                                                              | 83    |       |
| 26. November | Juhan Aavik                                 | estnischer Komponist                                                                                            | 98    |       |
| 26. November | Robert Coote                                | britischer Schauspieler                                                                                         | 73    |       |
| 26. November | Fritz Edtmeier                              | österreichischer Humorist                                                                                       | 57    |       |
| 26. November | Gustav Glunz                                | deutscher Ingenieur und Ministerialbeamter                                                                      | 72    |       |
| 26. November | Gordon Gray                                 | US-amerikanischer Politiker                                                                                     | 73    |       |
| 26. November | Olle Gunneriusson                           | schwedischer Biathlet                                                                                           | 58    |       |
| 26. November | Iwan Hruschezkyj                            | ukrainisch-sowjetischer Politiker, Vorsitzender des Obersten Sowjets der Ukraine (1972–1976)                    | 78    |       |
| 26. November | Antonino Janner                             | Schweizer Diplomat                                                                                              | 65    |       |
| 26. November | Werner Korte                                | deutscher Musikwissenschaftler                                                                                  | 76    |       |
| 26. November | René Quitral                                | chilenischer Fußballspieler                                                                                     | 58    |       |
| 26. November | Willy Schärer                               | Schweizer Leichtathlet                                                                                          | 79    |       |
| 27. November | Lily Addison                                | australische Tennisspielerin                                                                                    | 96    |       |
| 27. November | Arno Fischer                                | deutscher Politiker (NSDAP) und SA-Führer                                                                       | 84    |       |
| 27. November | Rudolf Frerichs                             | deutscher Physiker                                                                                              | 81    |       |
| 27. November | Steve Gordon                                | US-amerikanischer Drehbuchautor und Regisseur                                                                   |       |       |
| 27. November | August Hild                                 | deutscher Schriftsteller                                                                                        | 88    |       |
| 27. November | Filip Kutew                                 | bulgarischer Komponist und Dirigent                                                                             | 79    |       |
| 27. November | Franz Pichler                               | österreichischer Metallarbeiter und Politiker (SPÖ), Landtagsabgeordneter, Abgeordneter zum Nationalrat         | 62    |       |
| 27. November | Karl Traxler                                | österreichischer Politiker (SPÖ), Landtagsabgeordneter                                                          | 77    |       |
| 28. November | Hermann Balck                               | deutscher Offizier, zuletzt General der Panzertruppe sowie Heeresgruppenbefehlshaber im Zweiten Weltkrieg       | 88    |       |
| 28. November | Alexander Wassiljewitsch Beljakow           | sowjetischer Pilot                                                                                              | 84    |       |
| 28. November | Auguste Breitzke                            | deutsche sozialdemokratische Widerstandskämpferin                                                               | 74    |       |
| 28. November | Elena von Griechenland                      | rumänisch-griechische Adelige, Prinzessin von Griechenland und Dänemark                                         | 86    |       |
| 28. November | Heinz Kühnau                                | deutscher Politiker (SED) und Gewerkschafter                                                                    | 61    |       |
| 28. November | João de Souza Lima                          | brasilianischer Pianist, Komponist und Dirigent                                                                 | 84    |       |
| 28. November | Martina Wulf                                | deutsche Opernsängerin (Sopran)                                                                                 | 75    |       |
| 29. November | Fritz Füller                                | deutscher Kaufmann, Schauspieler, Feinmechaniker und Botaniker                                                  | 82    |       |
| 29. November | Juri Pawlowitsch Kasakow                    | sowjetischer Schriftsteller                                                                                     | 55    |       |
| 29. November | Paolo Monti                                 | italienischer Fotograf                                                                                          | 74    |       |
| 29. November | Percy Williams                              | kanadischer Leichtathlet                                                                                        | 74    |       |
| 30. November | Verna Fields                                | US-amerikanische Filmeditorin                                                                                   | 64    |       |
| 30. November | Adolf Heusinger                             | deutscher General                                                                                               | 85    |       |
| 30. November | Herbert Hübner                              | deutscher SS-Führer und verurteilter Kriegsverbrecher                                                           | 80    |       |
| 30. November | Harry Stephen Ladd                          | US-amerikanischer Paläontologe und Geologe                                                                      | 83    |       |
| 30. November | Ernst Gideon Malherbe                       | südafrikanischer Bildungswissenschaftler, Hochschullehrer, Prinzipal und Rektor an der Universität von Natal    | 87    |       |
| 30. November | Diedrich Osmers                             | deutscher Politiker (CDU), MdL                                                                                  | 78    |       |
| 30. November | Rolf Wanka                                  | österreichischer Schauspieler                                                                                   | 81    |       |
| November     | Eleanor Goss                                | US-amerikanische Tennisspielerin                                                                                |       |       |

## Dezember
| Tag          | Name                           | Beruf, bekannt als                                                                                              | Alter | Beleg |
| ------------ | ------------------------------ | --- | ----- | ----- |
| 1. Dezember  | Paul Elvinger                  | luxemburgischer Rechtsanwalt und Politiker (DP)                                                                 | 75    |       |
| 1. Dezember  | Lallo Gori                     | italienischer Komponist und Musiker                                                                             | 55    |       |
| 1. Dezember  | Georg Heck                     | deutscher Maler und Grafiker                                                                                    | 85    |       |
| 1. Dezember  | Rudolf Pfaffenberg             | deutscher Mediziner und Hochschullehrer                                                                         | 77    |       |
| 1. Dezember  | Hugh Plaxton                   | kanadischer Eishockeyspieler und Politiker                                                                      | 78    |       |
| 1. Dezember  | Albrecht Wilhelm Tronnier      | deutscher Optik-Konstrukteur                                                                                    | 80    |       |
| 2. Dezember  | David Blue                     | US-amerikanischer Sänger, Gitarrist und Schauspieler                                                            | 41    |       |
| 2. Dezember  | Hans Closs                     | deutscher Geophysiker                                                                                           | 75    |       |
| 2. Dezember  | Robert Döpel                   | deutscher Experimental-Physiker                                                                                 | 86    |       |
| 2. Dezember  | Lindley Evans                  | australischer Pianist, Musikpädagoge und Komponist                                                              | 87    |       |
| 2. Dezember  | Marty Feldman                  | britisch-US-amerikanischer Autor, Schauspieler und Regisseur                                                    | 48    |       |
| 2. Dezember  | Giovanni Ferrari               | italienischer Fußballspieler                                                                                    | 74    |       |
| 2. Dezember  | Frank M. Swartz                | US-amerikanischer Paläontologe und Geologe                                                                      | 83    |       |
| 2. Dezember  | Wilhelm Tkaczyk                | deutscher Dichter und Bibliothekar                                                                              | 75    |       |
| 3. Dezember  | Louis Auriacombe               | französischer Dirigent                                                                                          | 65    |       |
| 3. Dezember  | Dora Dunkl                     | deutsche Autorin                                                                                                | 57    |       |
| 3. Dezember  | Heinz Fischer                  | deutscher Filmregisseur und Drehbuchautor                                                                       | 81    |       |
| 3. Dezember  | Robert Platow                  | deutscher Wirtschaftsjournalist                                                                                 | 82    |       |
| 3. Dezember  | Francisco J. Serrano           | mexikanischer Bauingenieur und Architekt                                                                        | 82    |       |
| 3. Dezember  | Adalbert Tägtmeyer             | deutscher Offizier in der Luftwaffe der Wehrmacht und der Luftwaffe der Bundeswehr                              | 67    |       |
| 3. Dezember  | Netrnoi Sor Vorasingh          | thailändischer Boxer im Halbfliegengewicht                                                                      | 23    |       |
| 4. Dezember  | Rudolph Arbesmann              | US-amerikanischer Klassischer Philologe deutscher Herkunft                                                      | 87    |       |
| 5. Dezember  | Fedir Abramow                  | ukrainisch-sowjetischer Geologe und Bergbauingenieur                                                            | 78    |       |
| 5. Dezember  | Georg André                    | deutscher Politiker (NDPD), MdV                                                                                 | 62    |       |
| 5. Dezember  | Francis James Carmody          | US-amerikanischer Romanist und Mediävist                                                                        |       |       |
| 5. Dezember  | Alois Giefer                   | deutscher Architekt                                                                                             | 74    |       |
| 5. Dezember  | Heinrich Hertel                | deutscher Luftfahrttechniker                                                                                    | 81    |       |
| 5. Dezember  | Alan Woodworth Johnson         | englischer Chemiker                                                                                             | 65    |       |
| 5. Dezember  | Hellmuth Merkel                | deutscher Musiker, Komponist und Dirigent                                                                       | 67    |       |
| 5. Dezember  | Eduardo Sáinz de la Maza       | spanischer Komponist und Gitarrist                                                                              | 79    |       |
| 5. Dezember  | Daniel Swern                   | US-amerikanischer Chemiker                                                                                      |       |       |
| 6. Dezember  | Léopold-Albert Matton          | belgischer Radrennfahrer                                                                                        | 71    |       |
| 6. Dezember  | Walter Strauss                 | deutscher Historiker und Geschichtsdidaktiker                                                                   | 84    |       |
| 6. Dezember  | Rudolf Utermöhlen              | deutscher lutherischer Theologe und Musikwissenschaftler                                                        | 75    |       |
| 7. Dezember  | Charlie Brooks                 | US-amerikanischer Mörder                                                                                        | 40    |       |
| 7. Dezember  | Tommy Cogbill                  | US-amerikanischer Bassist                                                                                       | 50    |       |
| 7. Dezember  | Harry Jerome                   | kanadischer Sprinter                                                                                            | 42    |       |
| 7. Dezember  | George Bogdan Kistiakowsky     | ukrainisch-amerikanischer Chemiker und Mitentwickler der ersten Atombombe                                       | 82    |       |
| 7. Dezember  | Will Lee                       | US-amerikanischer Schauspieler                                                                                  | 74    |       |
| 7. Dezember  | Paul Mehlitz                   | deutscher Hockeyspieler                                                                                         | 75    |       |
| 7. Dezember  | Otto Stradal                   | österreichischer Journalist und Autor                                                                           | 71    |       |
| 7. Dezember  | Sam Theard                     | US-amerikanischer Sänger, Songwriter und Schauspieler                                                           | 78    |       |
| 7. Dezember  | Edvard Vesterlund              | finnischer Ringer                                                                                               | 81    |       |
| 8. Dezember  | Hans Feldtkeller               | deutscher Denkmalpfleger und Landeskonservator von Hessen (1955–1966)                                           | 81    |       |
| 8. Dezember  | Bertus de Harder               | niederländischer Fußballspieler                                                                                 | 62    |       |
| 8. Dezember  | Peter Hartmann                 | deutscher Seemann                                                                                               | 98    |       |
| 8. Dezember  | André Kamperveen               | surinamischer Sportler, Sportmanager, Politiker und Unternehmer                                                 | 58    |       |
| 8. Dezember  | Chaim Laskow                   | israelischer General                                                                                            |       |       |
| 8. Dezember  | Karl-Wolfgang Mirbt            | deutscher Bibliothekswissenschaftler                                                                            | 61    |       |
| 8. Dezember  | Ken Moore                      | kanadischer Eishockeyspieler und -trainer                                                                       | 72    |       |
| 8. Dezember  | Morohashi Tetsuji              | japanischer Sinologe                                                                                            | 99    |       |
| 8. Dezember  | Marty Robbins                  | US-amerikanischer Country-Sänger und Songwriter                                                                 | 57    |       |
| 8. Dezember  | Ján Smrek                      | slowakischer Schriftsteller und Herausgeber                                                                     | 83    |       |
| 9. Dezember  | Ásmundur Sveinsson             | isländischer Bildhauer                                                                                          | 89    |       |
| 9. Dezember  | Hugo Burghauser                | österreichischer Fagottist                                                                                      | 86    |       |
| 9. Dezember  | Paul Godwin                    | polnisch-deutscher Geiger und Orchesterleiter                                                                   | 80    |       |
| 9. Dezember  | Leon Jaworski                  | US-amerikanischer Jurist                                                                                        | 77    |       |
| 9. Dezember  | Sidónio Muralha                | portugiesischer Lyriker, Kinderbuchautor und Antifaschist                                                       | 62    |       |
| 9. Dezember  | Herbert Pfleiderer             | deutscher Unternehmer                                                                                           | 70    |       |
| 9. Dezember  | Hans Reifferscheid             | deutscher Landschafts- und Figurenmaler                                                                         | 81    |       |
| 9. Dezember  | Francis R. Smith               | US-amerikanischer Politiker                                                                                     | 71    |       |
| 9. Dezember  | Fritz Usinger                  | deutscher Schriftsteller, Lyriker, Essayist und Übersetzer                                                      | 87    |       |
| 10. Dezember | Raúl Banfi                     | uruguayischer Fußballspieler                                                                                    | 68    |       |
| 10. Dezember | Fritz Bauer                    | deutscher Radrennfahrer                                                                                         | 89    |       |
| 10. Dezember | Colette Corder                 | deutsche Theater- und Filmschauspielerin                                                                        | 88    |       |
| 10. Dezember | Ken Hanna                      | US-amerikanischer Jazzmusiker                                                                                   | 61    |       |
| 10. Dezember | Roy Webb                       | US-amerikanischer Filmkomponist                                                                                 | 94    |       |
| 11. Dezember | Johannes Brüggemann            | deutscher Tierarzt und Hochschullehrer                                                                          | 75    |       |
| 11. Dezember | Pierre-Eugène Gilbert          | französischer Diplomat                                                                                          | 75    |       |
| 11. Dezember | Albert Köbele                  | deutscher Genealoge und Heimatforscher                                                                          | 73    |       |
| 11. Dezember | Lazy Bill Lucas                | US-amerikanischer Bluesmusiker                                                                                  | 64    |       |
| 11. Dezember | Erhard Mauersberger            | deutscher Komponist und Thomaskantor                                                                            | 78    |       |
| 11. Dezember | Franz Patat                    | österreichisch-deutscher Chemiker                                                                               | 76    |       |
| 11. Dezember | Ernst Schenke                  | deutscher Heimatdichter                                                                                         | 86    |       |
| 11. Dezember | Hein van Suylekom              | niederländischer Ruderer                                                                                        | 78    |       |
| 12. Dezember | Achille Adriani                | italienischer Klassischer Archäologe                                                                            | 77    |       |
| 12. Dezember | August Berberich               | deutscher Politiker (CDU), MdL, MdB                                                                             | 70    |       |
| 12. Dezember | François Dufrêne               | französischer Künstler des Nouveau Réalisme                                                                     | 52    |       |
| 12. Dezember | Günter Fruhtrunk               | deutscher Maler und Grafiker                                                                                    | 59    |       |
| 12. Dezember | Felix Hirsch                   | deutscher Journalist, Historiker, Bibliothekar und Hochschullehrer                                              | 80    |       |
| 12. Dezember | Siegfried Reiner               | deutscher Basketballspieler und -funktionär                                                                     | 73    |       |
| 12. Dezember | Lilli Zapf                     | deutsche Sekretärin und Heimatforscherin, Erforscherin des Schicksals der Tübinger Juden                        | 86    |       |
| 13. Dezember | Jan Anderle                    | tschechischer Testpilot                                                                                         |       |       |
| 13. Dezember | Witali Darasselia              | georgisch-sowjetischer Fußballspieler                                                                           | 25    |       |
| 13. Dezember | Anna Zammert                   | deutsche Politikerin (SPD, USPD), MdR und Gewerkschafterin                                                      | 84    |       |
| 14. Dezember | Carl-Elis Halldén              | schwedischer Fußballfunktionär                                                                                  | 76    |       |
| 14. Dezember | Albert Hartl                   | deutscher SS-Sturmbannführer, Amtsgruppenleiter im Reichssicherheitshauptamt                                    | 78    |       |
| 14. Dezember | Petrus Pavlicek                | österreichischer Franziskaner und Gründer des „Rosenkranz-Sühnekreuzzugs um den Frieden in der Welt“            | 80    |       |
| 14. Dezember | Hans Simon                     | deutscher Komponist und Kapellmeister                                                                           | 84    |       |
| 15. Dezember | Alfred Bamer                   | österreichischer Komponist und Kirchenmusiker                                                                   | 65    |       |
| 15. Dezember | Heinz Schmöle                  | deutscher Manager                                                                                               | 69    |       |
| 16. Dezember | Hans Bahlow                    | deutscher Namenforscher                                                                                         | 82    |       |
| 16. Dezember | Colin Chapman                  | britischer Rennwagen-Konstrukteur                                                                               | 54    |       |
| 16. Dezember | Arnold Geering                 | Schweizer Musikwissenschaftler und Philologe                                                                    | 80    |       |
| 16. Dezember | Egon Lampersbach               | deutscher Unternehmer, Politiker (CDU), MdB                                                                     | 65    |       |
| 16. Dezember | Wolfgang W. Parth              | deutscher Journalist und Autor                                                                                  | 72    |       |
| 16. Dezember | Jack Ross                      | US-amerikanischer Trompetensolist und Entertainer                                                               | 66    |       |
| 16. Dezember | Heinrich Christian Siekmeier   | deutscher Lehrer und Politiker (NSDAP), MdL, Regierungspräsident                                                | 81    |       |
| 16. Dezember | Percival Spear                 | englischer Historiker                                                                                           | 81    |       |
| 16. Dezember | Toña la Negra                  | mexikanische Sängerin                                                                                           | 70    |       |
| 17. Dezember | Willy Anthoons                 | belgischer Bildhauer                                                                                            | 71    |       |
| 17. Dezember | Eberhard Brossok               | deutscher Verwaltungsbeamter, Landrat von Wittgenstein, Richter und Direktor des Landesverwaltungsgerichtes ... | 90    |       |
| 17. Dezember | Homer S. Ferguson              | US-amerikanischer Jurist und Politiker                                                                          | 93    |       |
| 17. Dezember | Gerhard Gaul                   | deutscher Jurist und Politiker (CDU)                                                                            | 73    |       |
| 17. Dezember | Philipp Jarnach                | deutscher Komponist                                                                                             | 90    |       |
| 17. Dezember | Otto Klages                    | deutscher Fossiliensammler                                                                                      | 79    |       |
| 17. Dezember | Leonid Borissowitsch Kogan     | ukrainischer Musiker, Violinvirtuose                                                                            | 58    |       |
| 17. Dezember | Günter Kohrt                   | deutscher Politiker (SED), Diplomat, stellvertretender Außenminister, Botschafter der DDR                       | 70    |       |
| 17. Dezember | Helmut Thierfelder             | deutscher Althistoriker                                                                                         | 61    |       |
| 17. Dezember | Big Joe Williams               | US-amerikanischer Blues-Gitarrist, Sänger und Songschreiber                                                     | 79    |       |
| 18. Dezember | Waldemar Åhlén                 | schwedischer Organist, Musikpädagoge und Komponist                                                              | 88    |       |
| 18. Dezember | James D. Breckenridge          | US-amerikanischer Kunsthistoriker                                                                               | 56    |       |
| 18. Dezember | F. Keogh Gleason               | US-amerikanischer Artdirector und Szenenbildner                                                                 | 76    |       |
| 18. Dezember | Hans Hahn                      | deutscher Luftwaffenoffizier und Jagdpilot der Luftwaffe im Zweiten Weltkrieg                                   | 68    |       |
| 18. Dezember | Bernard Malivoire              | französischer Ruderer                                                                                           | 44    |       |
| 18. Dezember | Willi Multhaup                 | deutscher Fußballtrainer                                                                                        | 79    |       |
| 18. Dezember | Walter Renken                  | deutscher SS-Führer                                                                                             | 77    |       |
| 18. Dezember | Hans-Ulrich Rudel              | deutscher Schlachtflieger und Offizier der Wehrmacht im Zweiten Weltkrieg                                       | 66    |       |
| 18. Dezember | Valérie Valère                 | französische Schriftstellerin                                                                                   | 21    |       |
| 18. Dezember | Hellmuth Will                  | deutscher Verwaltungsjurist; Oberbürgermeister von Königsberg                                                   | 82    |       |
| 18. Dezember | Wu Yonggang                    | chinesischer Filmregisseur und Drehbuchautor                                                                    | 75    |       |
| 19. Dezember | Décimo Bettini                 | italienisch-französischer Radrennfahrer                                                                         | 71    |       |
| 19. Dezember | Jean-Jacques Grunenwald        | französischer Organist, Komponist und Musikpädagoge                                                             | 71    |       |
| 19. Dezember | Theodor Kelter                 | deutscher Architekt                                                                                             | 75    |       |
| 19. Dezember | Väinö Mäkelä                   | finnischer Leichtathlet                                                                                         | 60    |       |
| 19. Dezember | Günther Stein                  | deutscher Autor und Übersetzer                                                                                  | 60    |       |
| 19. Dezember | Frederick Terman               | US-amerikanischer Elektroingenieur und „Vater von Silicon Valley“                                               | 82    |       |
| 20. Dezember | Rudolf Werner Ackermann        | deutscher Maler                                                                                                 | 74    |       |
| 20. Dezember | Carmella Flöck                 | österreichische Widerstandskämpferin                                                                            | 84    |       |
| 20. Dezember | Don Law                        | britisch-amerikanischer Musikproduzent                                                                          | 80    |       |
| 20. Dezember | Milan Ristić                   | serbischer Komponist und Pianist                                                                                | 74    |       |
| 20. Dezember | Artur Rubinstein               | polnisch-US-amerikanischer Pianist                                                                              | 95    |       |
| 20. Dezember | Hans Wolfgang Sachse           | deutscher Komponist                                                                                             | 83    |       |
| 20. Dezember | Helene Sansoni-Balla           | deutsche Malerin                                                                                                | 90    |       |
| 20. Dezember | Helmut Schiff                  | österreichischer Komponist und Musikpädagoge                                                                    | 64    |       |
| 20. Dezember | Heinrich Schiffers             | deutscher Geograph und Afrikaforscher                                                                           | 81    |       |
| 20. Dezember | Hellmut Schmalz                | deutscher Politiker (KPD), MdL                                                                                  | 77    |       |
| 20. Dezember | Vinicio Sofia                  | italienischer Schauspieler                                                                                      | 75    |       |
| 21. Dezember | Georg Apfelbeck                | deutscher Bauunternehmer und Tischtennis-Funktionär                                                             | 68    |       |
| 21. Dezember | Friedrich Buchardt             | baltendeutscher SS-Führer                                                                                       | 73    |       |
| 21. Dezember | Hellmuth Geyer                 | deutscher Politiker (SED)                                                                                       | 62    |       |
| 21. Dezember | Charles Hapgood                | US-amerikanischer Wissenschaftler                                                                               | 78    |       |
| 21. Dezember | John Hargrave                  | britischer Zeichner, Autor und Politiker                                                                        | 88    |       |
| 21. Dezember | Frants Hvass                   | dänischer Diplomat                                                                                              | 86    |       |
| 21. Dezember | Linos Politis                  | griechischer Neogräzist und Klassischer Archäologe                                                              | 76    |       |
| 21. Dezember | Hans Segelken                  | deutscher Ministerialbeamter und Reichsgerichtsrat                                                              | 85    |       |
| 22. Dezember | Giancarlo Cappelli             | italienischer Filmeditor und Filmproduzent                                                                      | 70    |       |
| 22. Dezember | Peter Fiedler                  | deutscher Politiker (SED), stellvertretender Minister für Hoch- und Fachschulwesen der DDR                      | 46    |       |
| 22. Dezember | Arthur Furze                   | britischer Langstreckenläufer                                                                                   | 79    |       |
| 22. Dezember | Ferdinand Klostermann          | österreichischer römisch-katholischer Theologe                                                                  | 75    |       |
| 22. Dezember | Robert Weltsch                 | israelischer Publizist, Journalist und Zionist                                                                  | 91    |       |
| 23. Dezember | Wilhelm Angerer                | österreichischer Fotograf                                                                                       | 78    |       |
| 23. Dezember | Alexandru Apolzan              | rumänischer Fußballspieler und -trainer                                                                         | 55    |       |
| 23. Dezember | Helmut Bleier                  | deutscher Skispringer                                                                                           | 48    |       |
| 23. Dezember | Ernst Huber                    | deutscher Politiker (NSDAP, Gesamtdeutsche Partei)                                                              | 80    |       |
| 23. Dezember | Teseo Taddia                   | italienischer Hammerwerfer                                                                                      | 62    |       |
| 23. Dezember | Jack Webb                      | US-amerikanischer Filmregisseur, Drehbuchautor, Schauspieler und Produzent                                      | 62    |       |
| 24. Dezember | Louis Aragon                   | französischer Historiker, Dichter und Schriftsteller                                                            | 85    |       |
| 24. Dezember | Artur Grimmer                  | deutscher Grafiker und Karikaturist                                                                             | 76    |       |
| 24. Dezember | Julia Janssen                  | deutsch-österreichische Schauspielerin                                                                          | 82    |       |
| 24. Dezember | Erich Koß                      | deutscher Bautechniker                                                                                          | 83    |       |
| 24. Dezember | Fritz Loose                    | deutscher Flugpionier                                                                                           | 85    |       |
| 24. Dezember | Doral Pilling                  | kanadischer Speerwerfer                                                                                         | 76    |       |
| 24. Dezember | Karl Ramsayer                  | deutscher Geodät                                                                                                | 71    |       |
| 24. Dezember | Rafael Rossi                   | argentinischer Komponist und Bandoneon-Spieler                                                                  | 85    |       |
| 25. Dezember | Walt Ader                      | US-amerikanischer Rennfahrer                                                                                    | 69    |       |
| 25. Dezember | Nico H. J. van den Boogaard    | niederländischer Romanist und Mediävist                                                                         | 44    |       |
| 25. Dezember | Alphonse Richard Hoge          | brasilianischer Herpetologe                                                                                     | 70    |       |
| 25. Dezember | Wilhelm Reichert               | deutscher Maler und Kunstlehrer                                                                                 | 56    |       |
| 25. Dezember | Vally Weigl                    | österreichisch-amerikanische Komponistin und Musiktherapeutin                                                   | 88    |       |
| 26. Dezember | Ronald Forbes Adam             | britischer General                                                                                              | 97    |       |
| 26. Dezember | Johann Blankemeyer             | deutscher Politiker (NSDAP), MdR, Reichsredner der NSDAP                                                        | 84    |       |
| 26. Dezember | Maxi Böhm                      | österreichischer Schauspieler und Kabarettist                                                                   | 66    |       |
| 26. Dezember | Robert S. Gessner              | Schweizer Maler, Grafiker und Vertreter der Zürcher Schule der Konkreten                                        | 74    |       |
| 26. Dezember | Gottfried Schramm              | deutscher Architekt                                                                                             | 88    |       |
| 27. Dezember | Erwin Bootz                    | deutscher Pianist und Unterhaltungskünstler                                                                     | 75    |       |
| 27. Dezember | Yvonne Ehrentraut              | deutsche Künstlerin                                                                                             | 68    |       |
| 27. Dezember | Hellmuth Frey                  | deutsch-baltischer evangelischer Theologe                                                                       | 81    |       |
| 27. Dezember | Jack Swigert                   | US-amerikanischer Astronaut                                                                                     | 51    |       |
| 28. Dezember | Robert Lisovsky                | ukrainischer Maler und Grafiker                                                                                 | 88    |       |
| 28. Dezember | Erich Neuß                     | deutscher Archivar und Historiker                                                                               | 83    |       |
| 28. Dezember | Felicie Rotter                 | österreichische Schriftstellerin                                                                                | 66    |       |
| 28. Dezember | Renato Sáinz                   | bolivianischer Fußballspieler                                                                                   | 83    |       |
| 28. Dezember | Wilhelm Strahringer            | österreichisch-deutscher Ingenieur und Kommunalpolitiker                                                        | 84    |       |
| 29. Dezember | Hugh Gallen                    | US-amerikanischer Politiker                                                                                     | 58    |       |
| 29. Dezember | George Paul Miller             | US-amerikanischer Politiker                                                                                     | 91    |       |
| 29. Dezember | Wassili Sergejewitsch Molokow  | sowjetischer Pilot                                                                                              | 87    |       |
| 29. Dezember | Adolf Schleicher               | deutscher Maler und Kunstpädagoge                                                                               |       |       |
| 29. Dezember | Sol C. Siegel                  | US-amerikanischer Filmproduzent                                                                                 | 79    |       |
| 29. Dezember | Max de Terra                   | Schweizer Autorennfahrer                                                                                        | 64    |       |
| 29. Dezember | Edith Unnerstad                | schwedische Schriftstellerin                                                                                    | 82    |       |
| 30. Dezember | Boris Georgijewitsch Baschanow | sowjetischer Politiker                                                                                          | 82    |       |
| 30. Dezember | Kurt Brennecke                 | deutscher General der Infanterie                                                                                | 91    |       |
| 30. Dezember | Henryk Bromowicz               | polnischer Eishockeyspieler und -trainer                                                                        | 58    |       |
| 30. Dezember | Mildred Dilling                | US-amerikanische Harfenistin                                                                                    | 88    |       |
| 30. Dezember | Philip Hall                    | englischer Mathematiker                                                                                         | 78    |       |
| 30. Dezember | John Main                      | irisch-britischer Benediktinerpater, Meditationslehrer                                                          | 56    |       |
| 30. Dezember | Remo Rossi                     | Schweizer Bildhauer                                                                                             | 73    |       |
| 30. Dezember | Thor Tollefson                 | US-amerikanischer Politiker                                                                                     | 81    |       |
| 30. Dezember | Alberto Vargas                 | peruanischer Zeichner                                                                                           | 86    |       |
| 31. Dezember | Wilhelm Dieckvoß               | deutscher Astronom                                                                                              | 74    |       |
| 31. Dezember | Paul Eßling                    | deutscher Attentäter                                                                                            | 42    |       |
| 31. Dezember | Kurt Friedrichs                | deutsch-amerikanischer Mathematiker                                                                             | 81    |       |
| 31. Dezember | Hans Himpe                     | deutscher SS-Führer                                                                                             | 83    |       |
| 31. Dezember | Otto Hofmann                   | deutscher Polizist, Chef des SS-Rasse- und Siedlungshauptamts während der Zeit des Nationalsozialismus          | 86    |       |
| 31. Dezember | Karl Löber                     | deutscher Lehrer, Kantor, Heimat- und Naturforscher                                                             | 81    |       |
| 31. Dezember | Else Mögelin                   | deutsche Malerin und Textilkünstlerin                                                                           | 95    |       |
| 31. Dezember | Werner Queck                   | deutscher Architekt                                                                                             | 53    |       |
| 31. Dezember | Niklaus Stoecklin              | Schweizer Maler und Grafiker                                                                                    | 86    |       |
| Dezember     | Peter Ernst Eiffe              | deutscher Graffitikünstler                                                                                      |       |       |
| Dezember     | Erik Jelde                     | deutscher Synchronsprecher                                                                                      | 88    |       |
| Dezember     | Walter Trepte                  | deutscher evangelischer Geistlicher                                                                             | 79    |       |